# Пиравинский сельсовет
Пиравинский сельсовет — упразднённая административно-территориальная единица, существовавшая на территории Коробовского района Московской области до 1954 года. Административным центром было село Пески.

## История
Пиравинский сельсовет был образован в 1925 году в составе Дмитровской волости Егорьевского уезда Московской губернии. В состав сельсовета вошла территория Епифановского и Русановского сельсоветов: деревни Епифановская, Пиравино, Новосельцево, Русановская, Вальковская, Парфёновская и село Пески.
В 1926 году из Пиравинского сельсовета выделен Русановский сельсовет.
В ходе реформы административно-территориального деления СССР в 1929 году Пиравинский сельсовет вошёл в состав Дмитровского района Орехово-Зуевского округа Московской области. В 1930 году округа были упразднены, а Дмитровский район переименован в Коробовский.
В 1936 году Пиравинскому сельсовету переданы деревни упразднённого Русановского сельсовета.
14 июня 1954 года сельсовет был упразднён, а его территория передана Пестовскому сельсовету.